# Huisweeren (Siddeburen)
Huisweeren of Huisweren is een voormalige buurtschap in de gemeente Midden-Groningen in de provincie Groningen. Het plaatsje lag in Siddeburen ten noorden van de middeleeuwse dorpskern, in de omgeving van de huidige Akkereindenweg. Het bestond uit een handvol boerderijen en wat landarbeidershuisjes.
Huisweeren is een vroegmiddeleeuwse veenontginning, die aansloot bij De Zanden en de Oosterweeren. De naam wijst op een rij smalle huiskavels of huesweren in een ontginningslandschap. De naam komt pas sinds de 19e eeuw in de bronnen voor; de inwoners werden meestal tot het dorp zelf en niet tot de buitengebieden gerekend. In 1900 had Huisweeren 25 huizen met 131 inwoners.
Huisweeren gaf zijn naam aan de Huisweersterpolder (1967-1969) en de Huisweersterweg.
Dorpen: Borgercompagnie · Foxhol · Froombosch · Harkstede · Hellum · Hoogezand · Kiel-Windeweer · Kolham · Kropswolde · Luddeweer · Meeden · Muntendam · Noordbroek · Overschild · Sappemeer · Scharmer · Schildwolde · Siddeburen · Slochteren · Steendam · Tripscompagnie · Tjuchem · Waterhuizen · Westerbroek · Woudbloem · Zuidbroek

Buurtschappen: Achterdiep · Akkereinden · Ayngehorn · Beneden Veensloot · Blokum · Bokhörn · Borgweg · Boven Veensloot (deels) · Bovenhuizen · Bovenstreek · Buitenhuizen · Denemarken · Drukkebuurt · Duurkenakker · Eelshuis · Foxham · Foxholsterbosch · Gaarland · Gaarveen · De Hammen · Den Ham · Hamweg · Heerenlaan · Heidenschap · De Hole · Huisweeren · Jagerswijk · Kalkwijk · Kiel · Klein Harkstede (deels) · Kleinemeer · 't Klooster · Korengarst · Kostverloren · Lageland · Langewijk · Leentjer · Lula · Medumertol · Nieuwe Compagnie · Noordbroeksterhamrik · Noordbroeksterveen · Oosterweeren · Oostwold · Oude Verlaat · De Paauwen · Roeksweer · Ruiten · Schaaphok · Schildland ·  Siddebuursterveen · Spitsbergen · Stootshorn · Tusschenloegen · Tussenklappen · Uiterburen · Uitham · Veendijk · Het Veen · 't Veen · Veenhuizen · Vossenburg · Weereweg · Westeind · Wilderhof · Windeweer · Winkelhoek · Wolfsbarge · De Zanden · Zandwerf · Zuiderveen 

Wijk: Gorecht · Gouden Driehoek · Martenshoek · Meerwijck · Ruitershorn · Rengerspark · Sappemeer-Noord · De Vosholen · Woldwijck · Zuiderpark

Groningen: Steden en dorpen      Nederland: Provincies · Gemeenten